# Comtat de Bradford (Florida)
El Comtat de Bradford és un comtat situat al nord-est de l'estat estatunidenc de Florida. Tenia una població era de 28.520 habitants segons el cens dels Estats Units del 2010. La seu de comtat i la ciutat més poblada és Starke. El Comtat de Bradford és la llar de la Presó Estatal de Florida, així com diverses instal·lacions correccionals.

## Història
El Comtat de New River va ser creat el 1858. El seu nom es va canviar el Comtat de Bradford el 1861. Rebé el seu nom del capità Richard Bradford, que va lluitar a la Guerra Civil dels Estats Units i mort a la batalla de l'illa de Santa Rosa. El Comtat d'Union fou separat del de Bradford el 1921.

## Geografia
Segons l'Oficina del Cens dels Estats Units, el comtat té una àrea total de 300 milles quadrades (777,0 km²), de les quals 293 milles quadrades (758,9 km²) és terra i 7 milles quadrades (18,1 km²) (2,30%) és aigua.

## Entitats de població

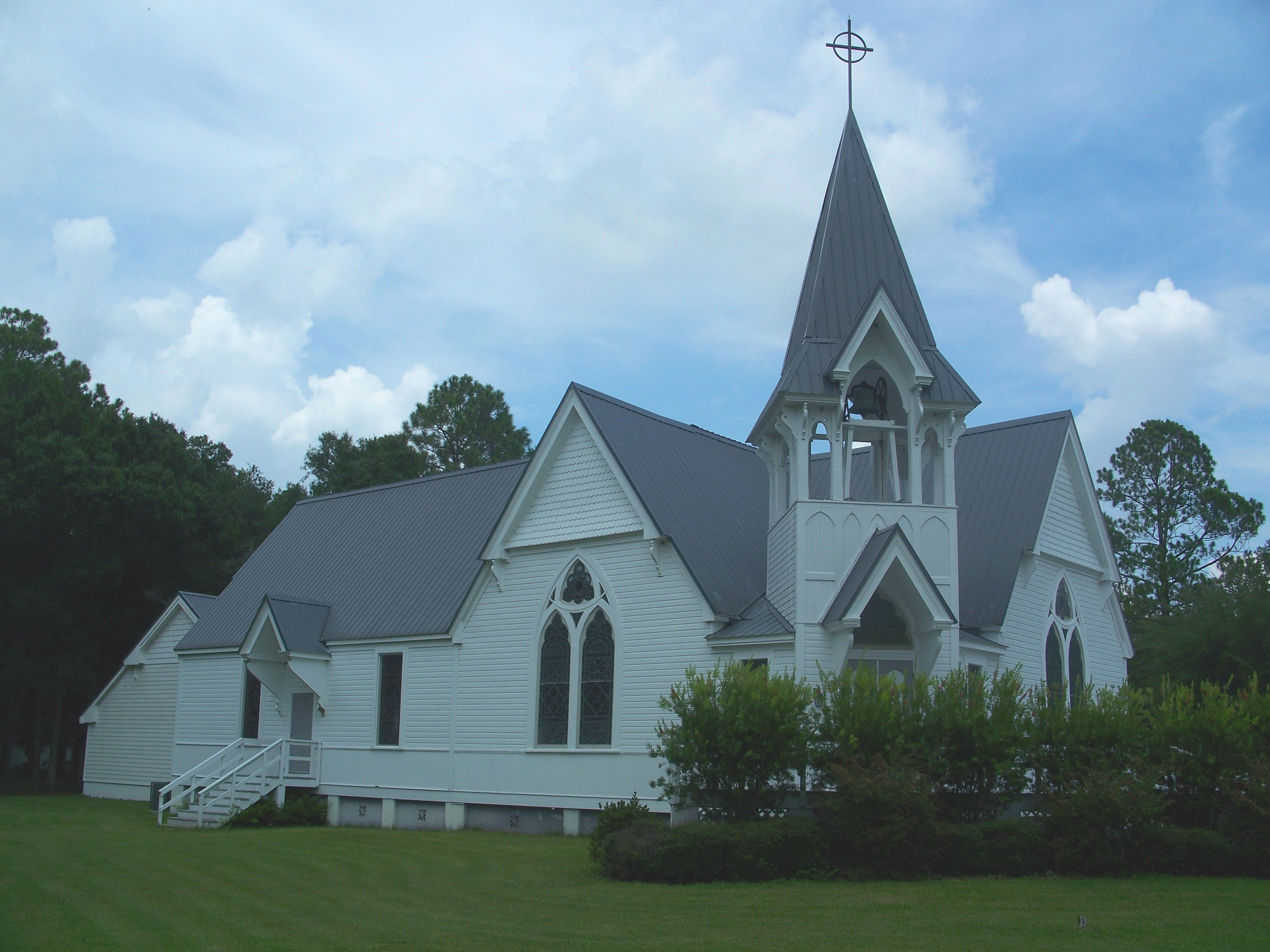
Església presbiteriana a Starke

- Brooker
- Hampton
- Lawtey
- Melrose
- Sampson City
- Starke

### Comtats adjacents
|  |  |  |
|  |  |  |
|  |  |  |

### Àrees de protecció nacional
- Osceola National Forest (part)

## Demografia

Piràmide de població del Comtat de Bradford (2000)

Segons el cens de 2000, hi havia 26.088 persones, 8.497 llars i 6.194 famílies que residien en el comtat. La densitat de població va ser de 89 persones per milla quadrada (34/km²). Hi havia 9.605 unitats de coberta en una densitat mitjana de 33 habitants per milla quadrada (13/km²). La composició racial del comtat era 76,28% blancs, 20,79% negre o afroamericans, 0,34% nadius americans, 0,61% asiàtics, 0,10% illencs pacífics, 0,65% d'altres races, i 1,24% de dues o més races. 2,38% de la població eren hispans o llatins de qualsevol raça.
De les 8.497 llars el 31,90% hi vivien menors de 18 anys, 55,40% són parelles casades que viuen juntes, 13,30% tenien un cap de família femení sense presència del marit i 27,10% no eren famílies. El 22,90% de totes les cases van ser composts d'individus i 9,70% tenien alguna persona de 65 anys o més. La grandària mitjana de la casa era 2,58 i la grandària de la família era 3,01 persones.
Al comtat la població es distribuïa en 21,90% menors de 18 anys, 9,50% de 18 a 24, 32,10% de 25 a 44, el 23,50% de 45 a 64, i el 12,90% té 65 anys o més. L'edat mitjana era de 37 anys. Per cada 100 dones hi havia 127,00 homes. Per cada 100 dones majors de 18 anys hi havia 132,50 homes.
La renda mediana per a les llars del comtat era de $ 33.140, i la renda mediana familiar era de $ 39.123. Els homes tenien una renda mediana de 29.494 $ enfront de 20.745 $ per a les dones. La renda per capita del comtat era de 14.226 $. Sobre 10,11% de les famílies i 14,60% de la població estava per sota del llindar de pobresa, incloent 18,30% dels menors de 18 anys i 17,60% de les persones majors de 65 anys.

## Govern i infraestructures
El Florida Department of Corrections opera diversos centres penitenciaris en àrees no incorporades. Les instal·lacions inclouen la Presó Estatal de Florida, Florida State Prison – West Unit i la New River Correctional Institution La Presó Estatal de Florida alberga un dels dos corredors de la mort masculins i la cambra d'execució de l'Estat de Florida.

## Política
Com en gran part de les zones rurals del nord de Florida, el Comtat de Bradford exhibeix un vot fortament republicà a les eleccions presidencials i legislatives, tot i que ocasionalment dona suport als demòcrates conservadors en conteses locals i estatals.
| Any  | Republicans | Demòcrates | Altres partits |
| ---- | ----------- | ---------- | -------------- |
| 2012 | 70,6%       | 28,6%      | 0,8%           |
| 2008 | 69.5%       | 29,3%      | 1,2%           |
| 2004 | 69,6%       | 29,9%      | 0,5%           |
| 2000 | 62,4%       | 35,4%      | 2,2%           |
| 1996 | 49,0%       | 40,7%      | 10,3%          |
| 1992 | 44,0%       | 36,5%      | 20,2%          |
| 1988 | 63,6%       | 36,0%      | 0,4%           |